# Хотетово (Болховский район)
Хотетово — село в составе Ямского сельского поселения Болховского района Орловской области. Население 88 человек (2010), 91 человек (к 2018 г.).

## История
В XIV—XV веках центр удельного Хотетовского княжества, из которого происходили князья Хотетовские.

## География
Село расположено в центральной части Среднерусской возвышенности в лесостепной зоне, в пригороде Болхова. Уличная сеть представлена двумя объектами: ул. Раздольная и ул. Садовая.
Климат близок к умеренно-холодному, количество осадков является значительным, с осадками в засушливый месяц. Среднегодовая норма осадков — 627 мм. Среднегодовая температура воздуха в Болховском районе — 5,1 °C.

## Население
| 2002 | 2010 |
| ---- | ---- |
| 116  | ↘88  |

Возрастной состав
По данным администрации Ямского сельского поселения, опубликованным в 2017—2018 гг., в селе проживают 91 житель, среди них 20 человек до 16 лет, 17 человек от 16 до 29 лет, 36 человек от 29 до 55 лет, 18 человек старше
трудоспособного возраста
Национальный состав
Согласно результатам переписи 2002 года, в национальной структуре населения
русские составляли 67 % от общей численности населения в 116 жителей

## Инфраструктура
Было развито сельское хозяйство.

## Транспорт
Просёлочные дороги.